# Kuopion Palloseura 2017

## Stagione
Nella stagione 2017 il KuPS ha disputato la Veikkausliiga, massima serie del campionato finlandese di calcio, terminando il torneo al secondo posto con 56 punti conquistati in 33 giornate, frutto di 16 vittorie, 8 pareggi e 9 sconfitte, venendo così ammesso al primo turno preliminare della UEFA Europa League 2018-2019. In Suomen Cup è sceso in campo a partire dal sesto turno, arrivando secondo nel gruppo E è stato ammesso ai play-off per l'accesso ai quarti di finale, venendo eliminato dall'Honka.

## Organico

### Rosa
| N. |                           | Ruolo | Calciatore        |
| -- | ------------------------- | ----- | ----------------- |
| 1  | Finlandia (bandiera)      | P     | Otso Virtanen     |
| 3  | Costa d'Avorio (bandiera) | D     | Hamed Coulibaly   |
| 4  | Finlandia (bandiera)      | D     | Reetu Räsänen     |
| 6  | Finlandia (bandiera)      | A     | Saku Savolainen   |
| 8  | Finlandia (bandiera)      | C     | Petteri Pennanen  |
| 9  | Finlandia (bandiera)      | D     | Sebastian Sorsa   |
| 10 | Estonia (bandiera)        | A     | Ats Purje         |
| 11 | Finlandia (bandiera)      | C     | Ilmari Niskanen   |
| 12 | Finlandia (bandiera)      | P     | Felix Ferahyan    |
| 14 | Finlandia (bandiera)      | C     | Eetu Pellikka     |
| 15 | Nigeria (bandiera)        | C     | Reuben Gabriel    |
| 16 | Finlandia (bandiera)      | P     | Miika Töyräs      |
| 17 | Finlandia (bandiera)      | A     | Patrik Alaharjula |
| 18 | Russia (bandiera)         | D     | Igor' Čeminava    |
| 19 | Finlandia (bandiera)      | D     | Johannes Kytilä   |

| N. |                          | Ruolo | Calciatore           |
| -- | ------------------------ | ----- | -------------------- |
| 20 | Finlandia (bandiera)     | D     | Ville Saxman         |
| 21 | Finlandia (bandiera)     | A     | Solomon Duah         |
| 22 | Nuova Zelanda (bandiera) | C     | Nikko Boxall         |
| 23 | Finlandia (bandiera)     | C     | Joni Mäkelä          |
| 24 | Finlandia (bandiera)     | A     | Jere Hiltunen        |
| 25 | Finlandia (bandiera)     | C     | Urho Nissilä         |
| 26 | Finlandia (bandiera)     | A     | Joonas Nissinen      |
| 28 | Finlandia (bandiera)     | D     | Jiri Nissinen        |
| 29 | Finlandia (bandiera)     | D     | Mikko Pitkänen       |
| 31 | Finlandia (bandiera)     | C     | Antti-Ville Räisänen |
| 32 | Finlandia (bandiera)     | D     | Tuomas Rannankari    |
| 39 | Nigeria (bandiera)       | A     | Gbolahan Salami      |
| 42 | Finlandia (bandiera)     | D     | Sharp Räsänen        |
| 45 | Nigeria (bandiera)       | D     | Azubuike Egwuekwe    |

## Statistiche

### Statistiche di squadra
| Competizione  | Punti | In casa | In casa | In casa | In casa | In casa | In casa | In trasferta | In trasferta | In trasferta | In trasferta | In trasferta | In trasferta | Totale | Totale | Totale | Totale | Totale | Totale | DR  |
| Competizione  | Punti | G       | V       | N       | P       | Gf      | Gs      | G            | V            | N            | P            | Gf           | Gs           | G      | V      | N      | P      | Gf     | Gs     | DR  |
| ------------- | ----- | ------- | ------- | ------- | ------- | ------- | ------- | ------------ | ------------ | ------------ | ------------ | ------------ | ------------ | ------ | ------ | ------ | ------ | ------ | ------ | --- |
| Veikkausliiga | 56    | 16      | 9       | 4       | 3       | 27      | 18      | 17           | 7            | 4            | 6            | 24           | 18           | 33     | 16     | 8      | 9      | 51     | 36     | +15 |
| Suomen Cup    | -     | 4       | 3       | 0       | 1       | 16      | 7       | 2            | 1            | 0            | 1            | 6            | 2            | 6      | 4      | 0      | 2      | 22     | 9      | +13 |
| Totale        | -     | 20      | 12      | 4       | 4       | 43      | 25      | 19           | 8            | 4            | 7            | 30           | 20           | 39     | 20     | 8      | 11     | 73     | 45     | +28 |